# Francesco della Penna
Francesco Orazio Olivieri della Penna (Pennabilli, 1680 – Patan, Nepal, 20 juli 1745) was een Italiaanse missionaris, die behoorde tot de orde van de kapucijnen. Vanaf 1714 was hij missionaris in Kathmandu in Nepal. Vanaf 1716 tot het gedwongen eind van de missie in 1745 was hij het hoofd van de missie in Lhasa in Tibet met een onderbreking tussen 1732 en 1741.
Francesco Orazio Olivieri della Penna was de jongste zoon van graaf Orazio Olivieri. Zijn noviciaat bracht hij door in een klooster in Cigole. Hij trad op 8 november 1700 bij de orde in en vestigde zich in het klooster van Pietrarubbia.

## Achtergrond
Tussen 1624 en ongeveer 1640 was er een missie van de jezuïeten in Tibet geweest. Er was een missiepost in Tsaparang, de hoofdstad van het toen nog onafhankelijke koninkrijk Guge. Die missie was op een volkomen mislukking uitgelopen. Er was in Rome een voortdurende strijd tussen de diverse congregaties om nieuwe missiegebieden toegewezen te krijgen dan wel bestaande te behouden. De sterk Frans georiënteerde orde van de kapucijnen diende een verzoek in om een gebied dat Nepal alsmede Tibet omvatte toegewezen te krijgen. De orde zag dat als een mogelijkheid om de  Padroado van de Portugese kroon, het exclusieve recht verantwoordelijk te zijn voor missie in dat deel van Azië verder te ondermijnen. In 1703 willigde de Propaganda Fide dit verzoek in. Het gebied werd van groot strategisch belang geacht. Het gaf de mogelijkheid  een landroute van Perzië naar China te openen en het vormde een geografische verbinding tussen China en India. In 1707 hadden de eerste kapucijnen Lhasa bereikt. Begin 1711 hadden die echter de missiepost daar vanwege onvoldoende middelen moeten verlaten.

## Tweede missiepoging van de kapucijnen
In Rome werd echter besloten een tweede poging te doen en Orazio Olivieri della Penna werd daarvoor geselecteerd. Het missiegebied van de kapucijnen werd nog wat uitgebreid. Er werd vastgelegd dat er in totaal twaalf missionarissen op vier posten aanwezig dienden te zijn. Naast Lhasa waren dat Kathmandu in Nepal, Chandannagar in Bengalen en Patna.
Oliviera della Penna vertrok op 15 augustus 1712 uit Lorient. Begin januari 1713 arriveerde hij aan de kust van Bengalen en reisde via Chandannagar door naar Patna. Hij verbleef daar enige tijd, maar begin 1715 arriveerde hij in Kathmandu. Hier was hij gedurende haast een jaar werkzaam als hoofd van de missie. Met twee andere missionarissen vertrok hij uit Kathmandu en bereikte met hen Lhasa op 1 oktober 1716. Tot hun verbazing troffen zij daar de jezuïet Ippolito Desideri aan, die daar al een half jaar aanwezig was.
Michelangelo Tamburini, de Generaal-overste van de Sociëteit van Jezus, was op de hoogte van het feit, dat de kapucijnen de missiepost in 1711 hadden verlaten. Op basis hiervan alsmede het feit dat jezuïeten eerder in de zeventiende eeuw aanwezig waren in missieposten in het westen van Tibet had hij besloten een voldongen feit te creëren door Desideri naar Tibet te zenden. Een belangrijk deel van de eerste jaren van het verblijf werd dan ook gekenmerkt door de spanningen tussen hem en die groep. Hoewel regels van gastvrijheid en het bieden van onderdak werden gerespecteerd lieten de kapucijnen er vanaf het begin van het verblijf geen twijfels over bestaan dat naar hun oordeel Desideri diende te vertrekken. Dat gebeurde uiteindelijk in 1721.
De missie werd vriendelijk ontvangen in Lhasa. Desideri en Orazio Olivieri della Penna voerden een gesprek met Lhabzang Khan, de leider van de Khoshut-Mongolen en de feitelijke machthebber in Tibet. Deze maakte het mogelijk dat beiden hun intrek konden nemen in Sera, een van de grootste Tibetaans kloosters van de gelug. Daar leerden beiden Tibetaans en konden studies volgen op het gebied van de Tibetaanse literatuur en het Tibetaans boeddhisme. Van alle kapucijnen was Olivieri della Penna de enige die gemotiveerd was om Tibetaans echt te leren beheersen. In feite was hij gedurende de gehele periode van de missie van de kapucijnen tot aan 1745 de enige die vloeiend Tibetaans beheerste en literair werk in die taal kon produceren.
De macht in Tibet werd betwist door Tsewang Rabtan, de opvolger van Galdan als leider van de ook Mongoolse Dzjoengaren. In 1717 vielen de Dzjoengaren Tibet en Lhasa binnen, doodden Lhabzang Khan en namen de macht tijdelijk over tot een Chinees leger hen in 1720 verdreef. Olivieri della Penna en Desideri achtten zich niet veilig in Lhasa en omgeving en trokken zich terug in Takpo Khier, waar de kapucijnen een medische post hadden.
Na het vertrek van Desideri in 1721 was Della Penna de enige Europeaan, die met de elite van het land kon communiceren. Met de  regenten in Tibet, zoals eerst Khangchenne en daarna Pholhanas had hij een goede verstandhouding. De missie maakte in deze periode geen enkele reële bekering. Desideri heeft beschreven dat de activiteiten van de kapucijnen vooral bestonden uit  het toedienen van medicijnen, waardoor veel kinderen die al op de rand van de dood verkeerden, vlak voor hun overlijden alsnog gedoopt konden worden en op die wijze de hemel konden bereiken.

## Reis naar Europa en aanvang derde fase
Opnieuw werd de missie echter geconfronteerd met onvoldoende ondersteuning en fondsen om die succesvol voort te kunnen zetten. Er was in 1731 naast Delle Penna nog maar één andere kapucijn in Lhasa aanwezig. In 1732 besloot Francesco della Penna tijdelijk terug te keren naar Europa in een poging afdoende financiering te verkrijgen. Hij werd op het eerste deel van die reis vijf maanden gevangen gehouden in Kathmandu. Tijdens die gevangenschap vertrok ook de andere monnik uit Lhasa. Tot begin 1741 zou er geen missie in Tibet van de kapucijnen meer aanwezig zijn. Della Penna arriveerde in 1736 in Rome. Hij werd ontvangen door paus Clemens XII en wist de interesse voor de missie in Tibet te verkrijgen van de Spaanse kardinaal Belluga y Moncada. Met zijn hulp wist hij aanzienlijke fondsen te verwerven, waardoor het ook mogelijk werd een pers, geschikt om tekst in het Tibetaans te drukken, te realiseren.
Met brieven van de paus en kardinaal Belluga voor Pholhanas en de dalai lama  Kälsang Gyatso keerde della Penna begin 1741 met nu zeven andere missionarissen in Lhasa terug. In de brieven van de paus werd toestemming gevraagd ongelimiteerd missie te kunnen bedrijven in Tibet. In het antwoord van Pholhanas werd die toestemming gegeven. Waarschijnlijk was dat antwoord vrijwel geheel gebaseerd op een door della Penna geschreven concept, waar Pholhanas zijn handtekening onder zette. Het antwoord van de dalai lama was veel voorzichtiger geformuleerd. Het zegt niets over de wensen van de paus of over missieactiviteiten en beperkt zich tot enige algemene beleefdheden. Er wordt in deze brief expliciet niet over missionarissen, maar over afgezanten van de paus geschreven. Dit is de aanvang van een fase, waarin bij de geestelijkheid van het land meer weerstand tegen de aanwezigheid van de kapucijnen gaat groeien. De seculiere elite tolereerde de aanwezigheid van de kapucijnen totdat politieke noodzaak hen ook dwong hun vertrek te eisen.

## Crisis en einde van de missie
In deze periode slaagden de missionarissen erin om ongeveer twintig volwassen Tibetanen te bekeren. Dat succes was feitelijk te danken aan de tot dan toe nog steeds tolerante houding van de Tibetaanse elite. In brieven van de missionarissen wordt echter duidelijk dat zij dit succes toeschrijven aan God die hen naar Tibet gezonden gezonden had om de daar aanwezige godsdienst te vernietigen. De missionarissen eisten ook toepassing van Europese normen voor hun bekeerden, zoals de vrijheid alle christelijke feestdagen te kunnen vieren. De spanning werd vergroot door de opdracht aan bekeerden om corveediensten te weigeren, die ingebed waren in het sociale en economische systeem. Hetzelfde gold voor de opdracht geen zegeningen meer van de dalai lama te ontvangen en het niet meer mogen reciteren van de mantra  Om manipadmé hum.
In 1742 werd onder druk van de monniken en leidinggevenden in de grote kloosters rond Lhasa een proces georganiseerd, waar de bekeerde Tibetanen terecht stonden. Voor een deel van het proces waren de kapucijnen aanwezig. De rechters trachtten aan hen duidelijk te maken, dat het hier niet handelde over de vraag of de christelijke god wel of niet de ware god is, maar om de vraag of de bekeerden hun plichten als Tibetaans onderdaan wel of niet hadden geschonden. Het antwoord op die laatste vraag luidde bevestigend en in totaal vijf van de bekeerden werden veroordeeld tot het publiek moeten ontvangen van zweepslagen.
In een adres aan Pholhanas herhaalden de kapucijnen hun standpunt. Zij zijn in Tibet om de enige en ware religie te prediken en het is hun goddelijke opdracht om die boodschap te brengen op plaatsen waar die nog niet gehoord is. In een reactie schreef Pholhanas.
Kasmiri, Azeri, Chinezen, Turken, Kazachen en Kirgiezen en nog andere volken leven in Lhasa. Zij belijden hun eigen religie en worden daarbij niet gehinderd. Maar u ( de kapucijnen ) heeft kwaad gesproken over de Tibetaanse religie. Als wij naar uw land zouden gaan en onze religie zouden prediken op dezelfde manier als u dat hier doet, wat zou u dan doen? Het vernietigen van andere religies heeft tot resultaat dat mensen hun eigen religie niet meer kunnen belijden. Wij moeten dus onze religie verdedigen. U kwam hier uit vrije wil, wij hebben niet om u gevraagd. Daar volgt de consequentie uit, dat het ook aan u is te besluiten wat te doen.

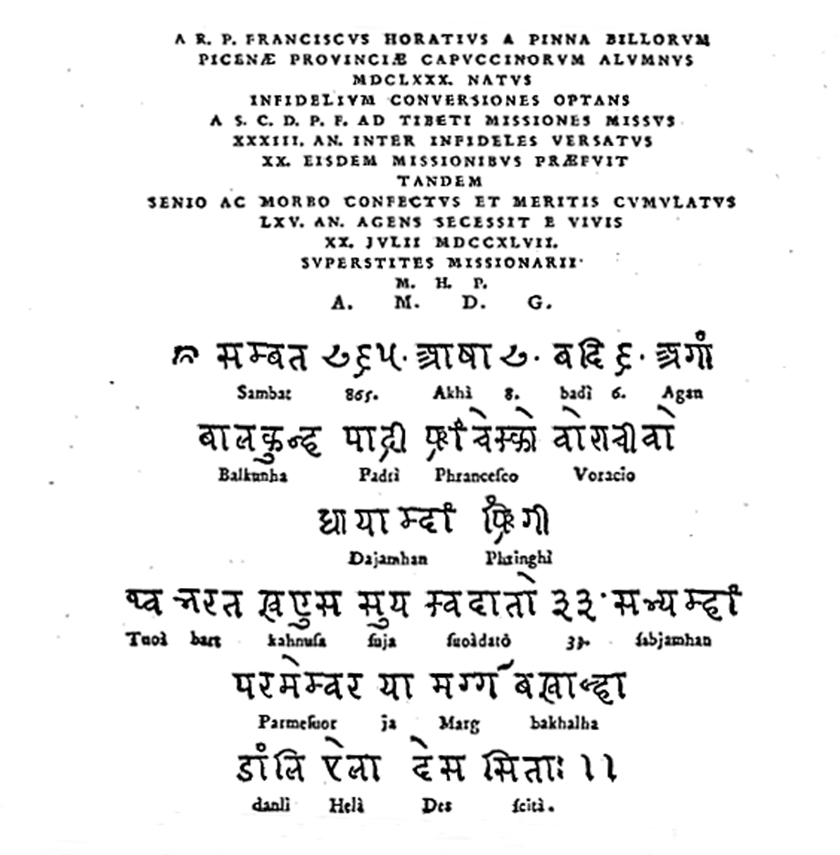
Grafschrift in Latijn en Nepalbhasa op het graf van Francesco della Penna in Latitpur, Nepal

In een mondeling onderhoud na dit bericht vroeg Pholhanas waarom de kapucijnen het Tibetaans boeddhisme nu zo verachtten. Het antwoord was dat zij het Tibetaans boeddhisme niet verachten, maar slechts de waarheid vertelden, namelijk dat het Tibetaans boeddhisme een slechte religie is. Er volgt hierna toch weer een periode van enige normalisatie van verhoudingen. Della Penna werd weer ontvangen door zowel Pholhanas als de dalai lama. Della Penna overhandigde een nog niet eerder overhandigde brief van kardinaal Belluga aan de dalai lama. De brief heeft als essentie dat als de dalai lama  het christelijk geloof zou aanvaarden, hij zijn waardigheid niet zou verliezen, maar dat zijn prestige en status aanzienlijk zou toenemen, aangezien hij dan verkozen zou worden tot aartsbisschop van Lhasa en primaat van Tibet.
Vanaf 1743 is de verstandhouding koel. De kapucijnen blijven prediken op dezelfde wijze. Vanaf september 1744 worden door de monniken uit de kloosters grote demonstraties tegen hun aanwezigheid georganiseerd met als eis dat de kapucijnen worden uitgezet.
De regering van Tibet besloot een verzoek voor toelating van nieuwe missionarissen van de kapucijnen, noodzakelijk geacht als gevolg van vertrek van enkelen, niet toe te staan. Daarna werd een besluit afgekondigd, dat geen missieactiviteiten meer plaats konden vinden richting Tibetanen, maar zich diende te beperken tot andere buitenlanders in het land, zoals Armeniërs en Nepalezen. Olivieri della Penna kwam in die omstandigheden tot de conclusie dat de positie van de missie onhoudbaar was geworden. In april 1745 vertrokken de kapucijnen. Militante monniken eisten dat legertroepen hen zouden achterhalen, zodat zij gestraft konden worden. Pholhanas was op de hoogte van de route die de missionarissen zouden nemen en gaf de troepen een bevel een andere route te nemen. Twee maanden na aankomst in de missiepost in Kathamandu overleed Oliviera della Penna. Als in 1768 de Gurkha's de macht overnemen in Nepal wordt ook de missie van de kapucijnen daar beëindigd

## Literaire nalatenschap

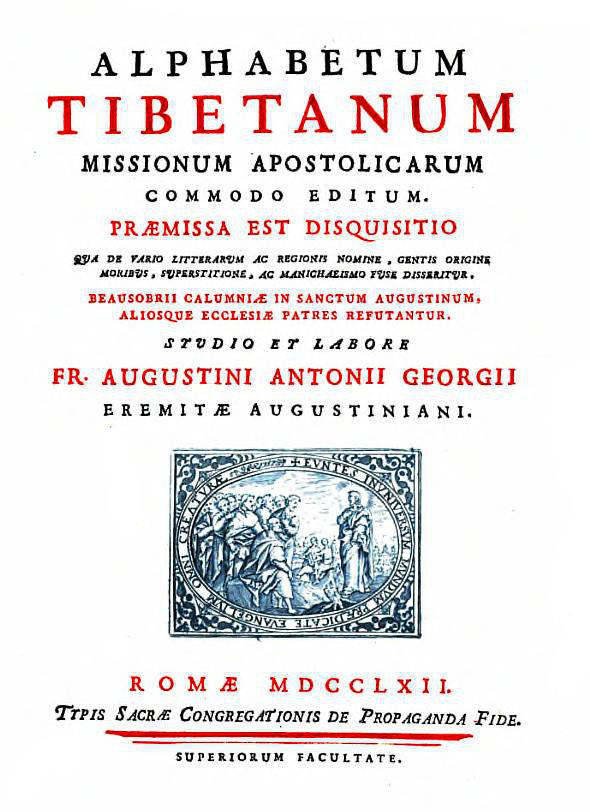
Voorblad van Alphabetum Tibetanum

Er zijn een groot aantal brieven van en aan de kapucijnen bewaard gebleven. De geschiedschrijving van de missie door historici is dan ook voor het grootste deel daarop gebaseerd. Vanaf 1727 was de Nederlander Samuel van der Putte enkele jaren aanwezig op de missiepost van de kapucijnen in Lhasa. De route van zijn reis van Lhasa naar Peking is bekend vanwege de brieven die hij tijdens de reis naar de missie zond.
In de brieven wordt ook melding gemaakt van een aantal vertalingen van Oliviera della Penna van Tibetaanse werken naar het Italiaans en van in het Italiaans geschreven christelijke literatuur naar het Tibetaans. Het bekendste Tibetaanse werk dat vertaald zou zijn is de Lamrin chen-mo van Tsongkhapa. Geen enkele van die vertalingen is in Europa verschenen. Die vertalingen zijn niet bewaard gebleven.
Wel zijn twee woordenboeken, Italiaans-Tibetaans en Tibetaans-Italiaans, van della Penna bewaard gebleven. In 1762 werden die woordenboeken opgenomen in het  Alphabetum Tibetanum, samengesteld door Antonio Agostino Giorgio en voor een deel gebaseerd op aantekeningen en brieven van de kapucijnen. In een bijlage zijn Tibetaanse vertalingen opgenomen van het Onzevader en de Apostolische geloofsbelijdenis. Het is niet duidelijk of deze vertalingen van della Penna zijn.
Het grootste deel van het  Alphabetum Tibetanum is echter een volstrekt foutieve verhandeling van Giorgio, waarin hij trachtte aan te tonen dat het Tibetaans boeddhisme een gedegenereerde vorm van het manicheïsme is. In 1818 kwam een exemplaar van het Alphabetum Tibetanum in handen van een Duitse zendeling, die de woordenboeken van della Penna als basis gebruikte voor een Tibetaans-Engels woordenboek. Twee latere zendelingen publiceerden het werk in 1826 als  Dictionary of Bhotanta . Sándor Kőrösi Csoma toonde kort daarna in zijn essay Towards a Dictionary, Tibetan and English  aan, dat het werk van della Penna grote fouten bevatte en publiceerde daarna zijn eigen Tibetan Grammar and Dictionary, dat lange tijd gezaghebbend bleef.
Het enige andere overgeleverde werk dat onomstreden aan della Penna kan worden toegeschreven is een meer algemene beschrijving van Tibet. Dat was totaal in de vergetelheid geraakt tot het door Clements Robert Markham als bijlage werd opgenomen in het in 1876 gepubliceerde Narratives of the Mission of George Bogle to Tibet and of the Journey of Thomas Manning to Lhasa.
In tegenstelling tot het werk van Ippolito Desideri dat ook in de eenentwintigste eeuw nog aangehaald en geciteerd wordt in de vakliteratuur heeft het werk van Oliviera della Penna nauwelijks enige aandacht vanwege de veel minder geachte kwaliteit.